# Каддафи (стадион)
«Каддафи» (англ. Gaddafi Stadium) — крикетный стадион в городе Лахор (Пакистан). Во время чемпионата мира по крикету 1996 года на стадионе присутствовало свыше 60 000 зрителей.

## История
Изначально стадион назывался Лахорским (по названию города, в котором расположен), затем был переименован в 1974 году в честь ливийского лидера полковника Муаммара Каддафи.
В 1995—1996 годах стадион «Каддафи» был реконструирован по проекту архитектора Найяра Али Деде к чемпионату мира по крикету 1996 года. Дизайн был сделан в стиле Великих Моголов, с красной кирпичной кладкой и арками. В нижней части, под трибунами, были открыты магазины, бутики и офисы. Стадион оснащён современными прожекторами, имеющими свои собственные резервные генераторы.
3 марта 2009 года возле стадиона «Каддафи» на крикетную команду из Шри-Ланки напали вооружённые боевики. Восемь игроков из Шри-Ланки получили ранения, шесть пакистанских полицейских, погибли прикрывая раненых игроков. Не пострадавших в нападении спортсменов срочно эвакуировали домой, раненые были доставлены в госпиталь.